# سيمون جيمس ثورنلي
سيمون جيمس ثورنلي (بالإنجليزية: Simon James Thornley) هو طبيب نيوزيلندي وأكاديمي متخصص في علم الأوبئة والإحصاء الحيوي، واعتبارًا من عام 2021 هو كبير المحاضرين في جامعة أوكلاند.

## المهنة
تدرب ثورنلي كطبيب قبل انضمامه إلى جامعة أوكلاند كأكاديمي للصحة العامة متخصص في علم الأوبئة والإحصاء الحيوي. تخرّج من جامعة أوكلاند بدرجة بكالوريوس في علم الأحياء البشرية عام 1997 وايضا حاصل على بكالوريوس في الطب وبكالوريوس في الجراحة في مايو 2000، وماجستير في الصحة العامة مع مرتبة الشرف الأولى في عام 2006 ودكتوراه في الفلسفة في الطب عام 2015. كانت أطروحة الدكتوراه التي قدمها عام 2014 عبارة عن دراسات حول تقدير مخاطر الإصابة بأمراض القلب والأوعية الدموية: كيف، وما إذا كان يتم حساب تأثير العلاج من تعاطي المخدرات؟ 
ثورنلي هو جزء من  ‘FIZZ’وهي مجموعة من الباحثين الصحيين النيوزيلنديين الذين يهدفون إلى التخلص من المشروبات السكرية من نيوزيلندا بحلول عام 2025. لقد بحث في الروابط بين الجرب والقضايا الصحية الأخرى فيما يتعلق بعدم المساواة الصحية.

## مجموعة كوفيد خطة ب
ثورنلي هو عضو في مجموعة «كوفيد خطة ب»، التي انتقدت مرارًا إدارة حكومة نيوزيلندا لِوَباء كوفيد وأصبح ثورنلي أبرز منتقدي إستراتيجية الحكومة للقضاء على كوفيد - 19 . قال ثورنلي إن القضاء على كوفيد - 19 كان غير واقعي ومفرط في الطموحات، لكن عالم الأوبئة رود جاكسون زعم أن ثورنلي كان «المنشق الوحيد في المجتمع الوبائي». في وقت مبكر من الوباء، نُقل عن ثورنلي قوله: «التسكع للحصول على لقاح ليس خيارًا... خيالًا من وجهة نظري».  تعرضت مجموعة كوفيد خطة ب لانتقادات واسعة النطاق،  لكنهم ردوا بالقول إن حريتهم في التعبير كان يتم إغلاقها  وأن هناك «رقابة على وجهات النظر البديلة».
كتبت سوزي وايلز، وهي زميلة أكاديمية في جامعة أوكلاند، أن «سايمون ثورنلي من مجموعة الخطة ب، الذي كتبت عنه من قبل، قد قدم أدلة لدعم المجموعة التي تحاول وقف طرح الكوفيد» في مقال عن المعلومات الخاطئة المتعلقة بالكوفيد  ورد ثورنلي من خلال محامٍ مدعياً أن المقال «منشور تشهيري» وطالب بإزالة اسمه وتصحيحه.
تم انتقاد بحث عام 2021 الذي شارك ثورنلي في تأليفه والذي ربط لقاحات المرسال RNA، مثل لقاح فايزر- كوفيد 19، بمعدلات إجهاض أعلى بشكل ملحوظ من قبل المجتمع الأكاديمي في جميع أنحاء نيوزيلندا، بما في ذلك الرئيس وأعضاء كبار آخرين في كلية صحة السكان بالجامعة. لتجاهل الأدلة التي تم نشرها بالفعل في مجلة بحثية عالية التأثير خضعت لمراجعة الأقران، وللتحليل الأقل صرامة للبيانات التي قدمها مركز السيطرة على الأمراض في الولايات المتحدة الأمريكية.
تم سحب الورقة، التي نُشرت في مجلة صغيرة قام بتحريرها أحد المدافعين الأمريكيين عن مناهضة التطعيم، في نوفمبر 2021، حيث قال ثورنلي إنه وشريكه في التأليف ارتكبوا خطأ رياضيًا كبيرًا.
في نوفمبر 2021، شارك ثورنلي في بث مباشر مع مات كينج وهو عضو البرلمان السابق في نورثلاند، حيث ناقشوا العلاجات البديلة والمفضلة على نطاق واسع لـ كوفيد 19، بالإضافة إلى التقليل من خطورة المرض. ونأت جوديث كولينز، زعيمة الحزب الوطني النيوزيلندي، الحزب عن هذه التعليقات، قائلة إن الحزب يؤمن بفاعلية اللقاحات.

## الجوائز
حصل ثورنلي على جائزة بينت سبون (بالإنجليزية: Bent Spoo)‏ لعام 2021 من «جمعية المتشككين النيوزيلنديين»، لإظهاره «أفظع السذاجة أو الافتقار إلى التفكير النقدي في التغطية العامة أو التعليق على قضية ذات صلة بالعلم».